# شبی که روز نامیدیمش (فیلم)
شبی که روز نامیدیمش (انگلیسی: The Night We Called It a Day) یک فیلم استرالیایی در سبک کمدی-درام است که در سال ۲۰۰۳ منتشر شد.

## خلاصه داستان
فرانک سیناترا (دنیس هاپر) و همراهانش پس از آنکه وی به یک خبرنگار توهین می‌کند به زندانیایی بالقوه در هتل محل سکونتشان تبدیل می‌شوند.

## بازیگران
- دنیس هاپر
- ملانی گریفیث
- پورشه د روسی
- جوئل اجرتون
- رز بیرن
- دیوید همینگز